# La moral anarquista
La moral anarquista es un breve ensayo del geógrafo y filósofo ruso Piotr Kropotkin, escrito en 1899 en francés y publicado en París, en sus años de exilio. El ensayo consta de diez pequeños apartados en los que Kropotkin formula sus argumentos. 

## Contexto
La intención de Kropotkin en el folleto, es una intención doble, por un lado la de combatir a los sectores del darwinismo social y del maltusianismo, que enfatizaban el papel de la competencia en la sociedad, basados en las interpretaciones evolucionistas más extremas sobre el concepto de lasupervivencia del más apto, representada esta visión sobre todo por Herbert Spencer. Y con ello también las visiones individualistas, del papel de la moral en la sociedad. Además de por otro lado negar la existencia de la moral como un designio religioso o un designio idealista. Así Kropotkin combatirá estos asuntos con su experiencia de geógrafo en Siberia, argumentando que la cooperación mutua tiene un papel mucho más importante en la naturaleza que la competitividad.

## Resumen
En el folleto Kropotkin expone el motivo por el cual la moral ocupa un aspecto central en el desarrollo humano y social. Según su argumentación a diferencia de otros filósofos y religiosos, el componente de la moralidad en el ser humano no recibe su esencia central por mandato divino, por un imperativo categórico o por un sentido de cumplimiento de las leyes, sino que su origen primordial se basa en el hecho de sentir empatía sobre los demás, y de llegar a tener un sentimiento de felicidad evitando el sufrimiento, en las acciones que no emprende. 
Así afirma que las concepciones morales basadas en los sentimientos religiosos o el cumplimiento de las leyes, son en realidad una creación material para oprimir e imponer a las personas la obligación de comportarse según lo establecido por la sociedad, y los estamentos que detentan el poder. Por lo tanto para Kropotkin el verdadero sentido moral se basa en la empatía hacia los demás, ejercida tanto de forma individual como en un sentido colectivo en forma de cooperación social.